# Biblioteca Nacional de Túnez
La Biblioteca Nacional de Túnez (en árabe, المكت التونسيةبة الوطنية) es depósito legal para la República de Túnez. Fue fundada durante la época colonial francesa en 1885. Fue rebautizada con su actual denominación tras la independencia de Túnez. En 2005, fue inaugurada una nueva sede cercana a los Archivos Nacionales del país, y a la ciudad universitaria.